# Чумпу-Кытыл
Чумпу-Кытыл (якут. Чуумпу Кытыл), также Тюбелях, Тебюлях — село в Момском районе Республики Саха (Якутия) России. Административный центр и единственный населённый пункт Тебюляхского национального наслега.

## География
Село находится в северо-восточной части Якутии, на левом берегу реки Индигирка, на расстоянии примерно 118 км (по прямой) к югу от села Хонуу, административного центра района и на расстоянии 151 км (по реке или автозимнику) от посёлка городского типа Усть-Нера, административного центра соседнего Оймяконского улуса.
Основное транспортное сообщение через Усть-Неру и Якутск (летом по Индигирке, не имеющей на этом участке порогов и заметных перекатов, а зимой по автозимнику). Доступность Хонуу открывается с появлением зимника, летом же из-за порогов в этой части Индигирки, движение по реке минимально.
Климат
Климат характеризуется как резко континентальный, с суровой продолжительной зимой. Абсолютный минимум температуры воздуха самого холодного месяца (января) составляет −67 °C; абсолютный максимум самого тёплого месяца (июля) — 37 °C. Среднегодовое количество атмосферных осадков составляет 150—200 мм. Снежный покров держится в течение 244 дней.
Часовой пояс
Село Чумпу-Кытыл находится в часовой зоне МСК+8. Смещение применяемого времени относительно UTC составляет +11:00.

## Население
| 2002 | 2010 | 2012 | 2013 | 2014 | 2015 | 2016 |
| ---- | ---- | ---- | ---- | ---- | ---- | ---- |
| 179  | ↗198 | ↘197 | ↘194 | ↘190 | ↗199 | ↗201 |
| 2017 | 2018 | 2019 | 2020 | 2021 |      |      |
| ↘199 | ↗200 | ↘196 | ↗199 | ↗214 |      |      |

Половой состав
По данным Всероссийской переписи населения 2010 года в гендерной структуре населения мужчины составляли 53,5 %, женщины — соответственно 46,5 %.
Национальный состав
Согласно результатам переписи 2002 года, в национальной структуре населения якуты составляли 71 %.

## Улицы
| - мкр. Комсомольский, - мкр. Молодёжный, | - ул. Центральная, - мкр. Южный. |

## Инфраструктура
Функционирует авиаплощадка. Есть средняя школа, котельная, гибридная электростанция, два магазина, хлебопекарня.